# アゼピンドール
アゼピンドール(azepindole、McN-2453)は、抗うつ薬と高血圧治療薬としての効果がある三環式の複素環式化合物の一つである。1960年代後期に開発されたが市場には出回らなかった。